# Mark Henry
Mark Jerrold Henry (sinh ngày 12 tháng 6 năm 1971) là đô vật chuyên nghiệp người Mỹ hiện đang ký hợp đồng với WWE. Tên trên võ đài của ông là Markswoggle và Mark Henry. Hiện tại tên trên võ đài của ông là Mark Henry.

## Sự nghiệp đấu vật chuyên nghiệp

### World Wrestling Federation/Entertainment/WWE

#### Khởi đầu sự nghiệp (1996–1997)
Mark Henry xuất hiện lần đầu trong một trận đấu với Jerry " The King " Lawler.

#### ECW Champion (2008–2009)
Henry thắng ECW Championship trong trận đấu với The Big Show và Kane thể thức là " Triple  Threat match " tại Night of Champions 2008.

#### Hall of Pain; World Heavyweight Champion (2011–2012)
Tại Night of Champions 2011, Mark Henry đã đánh bại Randy Orton để giành lấy World Heavyweight Champions. Mark Henry đã bảo vệ đai thành công trong trận đấu lần nữa với Randy Orton, thể thức là " Hell in a Cell match ". Tại Vengeance 2011, Mark Henry có trận tranh đai với The Big Show, trận đấu kết thúc khi Mark Henry dùng siêu suplex lên big show làm sập sàn đấu. TạiSurvivor Series 2011 trong trận tranh đai với Big Show Mark Henry đã bị Big Show đánh bại và mất đai.

#### Theo đuổi các chức vô địch (2013–2014)
Cuối sự nghiệp (2015-2017)
Làm việc sau hậu trường và danh hiệu WWE Hall of Fame (2017–nay)

## Trong đấu vật
Đoàn kết liễu
- World's Strongest Slam (Falling powerslam) – 2003– hiện nay
- World's Strongest Splash (Running splash)

Đoàn thường sử dụng
- Bearhug
- Big boot
- Body avalanche
- Corner slingshot seated senton to the opponent's back – 2003–2006
- Corner slingshot splash – 2006– hiện nay
- Headbutt
- Headbutting 2013– hiện nay
- Leapfrog body guillotine
- Military press
- Nerve hold
- Reverse chokeslam facebuster– 2006
- Running powerslam
- Scoop powerslam

## Các bộ phim đã đóng

### Phim
| Năm  | Tên                                         | Vai          |
| ---- | ------------------------------------------- | ------------ |
| 2010 | MacGruber                                   | Tut Beemer   |
| 2014 | A Haunted House 2                           | Prisoner     |
| 2015 | The Flintstones & WWE: Stone Age SmackDown! | Marble Henry |
| 2016 | Incarnate                                   | Bouncer      |

## Các chức vô địch, thành tích và danh hiệu

### Powerlifting
- Championships Participation – High School Level
  - Two times 1st place in Texas State High School Powerlifting TEAM Championships (in Division I under Silsbee High School)[1][233]
  - 1st place in Texas State High School Powerlifting Championships 1988 in SHW division[1][29][234]
  - 1st place in Texas State High School Powerlifting Championships 1989 in SHW division[1][29][234]
  - 1st place in Texas State High School Powerlifting Championships 1990 in SHW division[1][29][234]
  - 1st place in National High School Powerlifting Championships 1990 in SHW division at age 18[31]
  - results:[31] Powerlifting Total – 922 kg (377.5/227/317.5) – 2033 lbs (832/501/700)
- Championships Participation – Junior&Senior Level
  - 1st place in International Junior (20–23) Powerlifting Championships 1991 in SHW division at age 20[1][9]
  - 2nd place in Men's USPF Senior National Championships 1990 in SHW division at age 19[7]
    - results:[7] Powerlifting Total – 910 kg (365.0/212.5/332.5) / 2006.2 lbs (804.7/468.5/733.0)

  - 1st place in ADFPA (USAPL) National Powerlifting Championships 1995 in SHW division at age 24[8]
    - results:[8] Powerlifting Total – 1050 kg (430.0/210.0/410.0) / 2314.8 lbs (948,0/462,9/903.9) raw with wraps

  - 1st place in WDFPF World Powerlifting Championships 1995 in SHW division at age 24[7]
    - results:[7] Powerlifting Total – 1060 kg (432.5/235.0/392.5) / 2336.9 lbs (953.5/518.1/865.3) raw with wraps

  - 1st place in USAPL National Powerlifting Championships 1997 in SHW division at age 26[7]
    - results:[7] Powerlifting Total – 1020 kg (410/225/385) – 2248.7 (903.9/496.0/848.8) raw with wraps
- Records*
  - Teen III (18–19 years) Level
    - Teen-age World Records in the squat at 377.5 kg (832 lbs) and total at 922 kg (2033 lbs) in SHW class (+regardless of weight class) set in April 1990 at The National High School Powerlifting Championships at age 18[31]
    - Teen-age US American Records in the squat at 377.5 kg (832 lbs), bench press 227 kg (501 pounds), dead lift 317.5 kg (700 lbs) and total at 922 kg (2033 lbs) set in April 1990 at The National High School Powerlifting Championships at age 18[31]
    - Texas state and US American Teen-age record holder in all four powerlifting categories – the squat at 377.5 kg (832 lbs), bench press at 238 kg (525 lbs) and deadlift at 369.7 kg (815 lbs) as well as the total at 922 kg (2033 lbs) at age 19.[29][31]
    - Current Texas state and US American Teen-age record holder in the squat at 425.0 kg (936.75 lbs) in SHW class (+regardless of weight class) since 1991[235][236]

  - Collegiate Level
    - Current Texas State Collegiate Record holder in the squat at 425.0 kg (936.75 lbs) in SHW class (+regardless of weight class) since 1991[237] (best in America as well but not registered as such)[238]

  - Junior Level (20–23 years)
    - Current Texas State Junior Record holder in the deadlift at 385.6 kg (850.0 lbs) in SHW class (+regardless of weight class) since 1995[239] (best in America as well but not registered as such)[240]

  - Senior Level (24+ years)
    - Current Texas State Record holder in the squat at 433 kg (954 lbs), the deadlift at 410.5 kg (905 lbs) and the total at 1060 kg (2337 lbs) in SHW class (+regardless of weight class) since 1995[241]
    - Former All-time raw (unequipped) squat World Record holder at 430.0 kg (948.0 lbs) (drug-tested as well as non drug-tested) in SHW class (+regardless of weight class) from ngày 16 tháng 7 năm 1995 to ngày 29 tháng 10 năm 1995[8][37]
    - Former All-time raw (unequipped) squat World Record holder at 432.5 kg (953.5 lbs) (drug-tested as well as non drug-tested) in SHW class from ngày 29 tháng 10 năm 1995 to ngày 7 tháng 6 năm 2010**[22][46][47][48][49] (+regardless of weight class until ngày 4 tháng 11 năm 2007***)[50]
    - Former All-time raw (unequipped) deadlift World Record holder at 410.0 kg (903.9 lbs) (drug-tested as well as non drug-tested) in SHW class from ngày 16 tháng 7 năm 1995 to ngày 23 tháng 5 năm 2010****[22][46][51] (+regardless of weight class until ngày 4 tháng 7 năm 2009*****)[52]
    - Current All-time drug-tested raw (unequipped) squat World Record holder at 432.5 kg (953.5 lbs) in SHW class (+regardless of weight class) since ngày 29 tháng 10 năm 1995[22]
    - Current All-time drug-tested raw (unequipped) deadlift World Record holder at 410.0 kg (903.9 lbs) in SHW class only since ngày 16 tháng 7 năm 1995[22][36]
    - Current All-time drug-tested raw (unequipped) Powerlifting Total World Record holder at 1060.0 kg (2336.9 lbs) in SHW class (+regardless of weight class) since ngày 29 tháng 10 năm 1995[22]
    - Current All-time American Record holder in the raw deadlift at 410.0 kg (903.9 lbs) (drug-tested as well as non drug-tested) in SHW class (+regardless of weight class) since ngày 16 tháng 7 năm 1995[19]
    - Current American Record holder in the deadlift at 410.0 kg (903.9 lbs) (drug-tested as well as non drug-tested) in SHW class (+regardless of weight class and equipment) since ngày 16 tháng 7 năm 1995[19][53]
    - Current All-time US National Championship Record holder in the deadlift at 410.0 kg (903.9 lbs) (drug-tested as well as non drug-tested) in SHW class (+regardless of weight class and equipment) since ngày 16 tháng 7 năm 1995[19][54]

  - Federation Records
    - World Drug-Free Powerlifting Federation (WDFPF) World Records
      - Current WDFPF World Record holder in the squat at 432.5 kg (953.5 lbs), the deadlift at 392.5 kg (865.3 lbs) and the total at 1060 kg (2336.9 lbs) in SHW class (+regardless of weight class and equipment) since ngày 29 tháng 10 năm 1995 (categorized as "open equipped", despite performed in singlet&knee sleeves only/without suit)[17][18]

    - U.S.A. Powerlifting (USAPL) US American Records
      - Current USAPL US American Record holder in the deadlift at 410.0 kg (903.9 lbs) in SHW class (+regardless of weight class and equipment) since ngày 16 tháng 7 năm 1995[19][20][21][53][54]
      - Current US National Championship Record holder in the deadlift at 410.0 kg (903.9 lbs) in SHW class (+regardless of weight class and equipment) since ngày 16 tháng 7 năm 1995[19][54]
- Special Powerlifting Honors
  - "The World's Strongest Teen-ager" by the Los Angeles Times in April 1990.[31]
  - Mark Henry was voted in the All-time Top 25 All-Mens US Powerlifting Nationals Team in 2007.[20]
  - Mark Henry is the only human in history who has not only squatted more than 900 lbs without a squat suit, but also deadlifted more than 900 lbs raw.[45]
  - Mark Henry is the only human in history to have squatted more than 900 lbs without a squat suit and deadlifted more than 900 lbs raw in one and the same powerlifting meet.[22][36][37]
  - Mark Henry's 430.0 kg (948.0 lbs) raw squat and 410.0 kg (903.9 lbs) deadlift, done on ngày 16 tháng 7 năm 1995 is the highest raw "squat-pull-2-lift-total"(squat+deadlift=1851.9 lbs) ever lifted in a competition.[45] (Andrei Malanichev's 430.0 kg (948.0 lbs) squat and 400.0 kg (881.8 lbs) deadlift = 1829.8 lbs on ngày 22 tháng 10 năm 2011 being the 2nd highest ever; Mark Henry's 953.5 lbs squat and 865.3 lbs deadlift = 1818.8 lbs being the 3rd highest, Benedikt Magnusson's 837.75 lbs squat and 975.5 lbs deadlift = 1813.3 lbs being the 4th highest; Malanichev's 992 lbs squat and 815 lbs deadlift = 1808 being the 5th; Don Reinhoudt's 904.5 lbs squat and 885.5 lbs deadlift = 1790.0 lbs being th 6th)[45]
  - Mark Henry does not only hold the greatest all-time drug-tested raw (unequipped) Powerlifting Total in history at 1060.0 kg (2336.9 lbs),[22] but also the second greatest in history at 1050 kg (2314.8 lbs).[8]

|  | This article needs to be updated. Please update this article to reflect recent events or newly available information. (November 2014) |

* incomplete
** surpassed by Robert Wilkerson (SHW class) of the United States with a 975 lbs raw squat with knee wraps on ngày 7 tháng 6 năm 2010 at the Southern Powerlifting Federation (SPF) Nationals (open competition, not drug-tested) as the all-time raw world record in the SHW class[49]
*** surpassed by Sergiy Karnaukhov (308-pound-class) of Ukraine with a 970 lbs raw squat with knee wraps on ngày 4 tháng 11 năm 2007 as the all-time raw "regardless of weight class" world record[50]
**** surpassed by Andy Bolton (SHW class) of the United Kingdom with a 953 lbs raw deadlift on ngày 23 tháng 5 năm 2010 (open competition, not drug-tested) as the all-time raw world record in the SHW class (+regardless of weight class)[51]
***** surpassed by Konstantin Konstantinovs (308-pound-class) of Latvia with a 939 lbs raw deadlift without a belt on ngày 4 tháng 7 năm 2009 (drug-tested competition) as the all-time raw "regardless of weight class" world record[52]

### Weightlifting
- Olympic Games
  - Olympic Games team member representing USA at the Olympics 1992 in Barcelona, Spain, finishing 10th place in SHW division at age 21[33]
  - Team Captain of the Olympic Weightlifting team representing USA at the Olympics 1996 in Atlanta, Georgia, finishing 14th in SHW division due to back injury at age 25[33]
- Pan American Games[1][4][5][6]
  - Silver Medalist in the Olympic weightlifting Total in SHW (+108) division at the Pan American Games 1995 in Mar del Plata, Argentina at age 23
    - result: total – 804 pounds[4]

  - Gold Medalist in the Snatch in SHW (+108) division at the Pan American Games 1995 in Mar del Plata, Argentina at age 23
    - result: snatch – 391 1/4 pounds,[4] setting an American record[5]

  - Bronze Medalist in Clean and jerk in SHW (+108) division at the Pan American Games 1995 in Mar del Plata, Argentina at age 23
    - result: clean and jerk – snatch 412 3/4 pounds[4]
- North America, Central America, Caribbean Islands (NACAC) Championships
  - 1st place in North America, Central America, Caribbean Islands Championships 1996 in SHW (+108 kg) division[6]
- U.S. National Weightlifting Championships[10][11]
  - 1st place in U.S. National Junior Weightlifting Championships 1991 in SHW (+110 kg) division at age 19[15]
    - results:[15] total: 326.0 kg – snatch: 156.0 kg / clean&jerk: 170.0 kg

  - 4th place in U.S. Senior National Weightlifting Championships 1991 in SHW (+110 kg) division at age 19[242]
    - results:[242] total: 325.0 kg – snatch: 150.0 kg / clean&jerk: 175.0 kg

  - 3rd place in U.S. Senior National Weightlifting Championships 1992 in SHW (+110 kg) division at age 20[243]
    - results:[243] total: 365.0 kg – snatch: 165.0 kg / clean&jerk: 200.0 kg

  - 1st place in U.S. Senior National Weightlifting Championships 1993 in SHW (+108 kg) division at age 21[244]
    - results:[244] total: 385.0 kg – snatch: 175.0 kg / clean&jerk: 210.0 kg

  - 1st place in U.S. Senior National Weightlifting Championships 1994 in SHW (+108 kg) division at age 22[245]
    - results:[245] total: 387.5 kg – snatch: 172.5 kg / clean&jerk: 215.0 kg

  - 1st place in U.S. Senior National Weightlifting Championships 1996 in SHW (+108 kg) division at age 24[39]
    - results:[39] total: 400.0 kg – snatch: 180.0 kg / clean&jerk: 220.0 kg
    - Mark Henry was voted as the #1 outstanding lifter of the championships[39]
- U.S. Olympic Festival Championships[14]
  - 1st place in U.S. Olympic Festival Championships 1993 in SHW (+108 kg) division at age 22[1]
  - 1st place in U.S. Olympic Festival Championships 1994 in SHW (+108 kg) division at age 23[1]
- USA Weightlifting American Open Championships
  - 2nd place in the American Open Weightlifting Championships 1991 in SHW (+110 kg) division at age 20[12]
  - 1st place in the American Open Weightlifting Championships 1992 in SHW (+110 kg) division at age 21[13]
- RECORDS
  - Junior US American record holder (+110 kg) in the Snatch at 162.5 kg, Clean and jerk at 202.5 kg, and Total at 362.5 kg (1986–1992)[246]
  - Senior US American record holder (+108 kg) in the Snatch at 180.0 kg, Clean and jerk at 220.0 kg, and Total at 400.0 kg (1993–1997)[23]

### Strength athletics
- Arnold Classic
  - Arnold Strongman Classic – Winner 2002[6][48][63][76]
- First man in history to one-hand clean and push press the "unliftable" Thomas Inch dumbbell (172 lbs; 2.47" diameter handle)[247][248][248]
- The Second Strongest Man That Ever Lived according to Flex Magazine[41][60]Henry as World Heavyweight Champion
- International Sports Hall of Fame
  - International Sports Hall of Fame (Class of 2012)[30][249]

### Professional wrestling
- Pro Wrestling Illustrated
  - Most Improved Wrestler of the Year (2011)[250]
  - Ranked No. 9 of the top 500 singles wrestlers in the PWI 500 in 2012[251]
  - Ranked No. 472 of the top 500 greatest wrestlers in the "PWI Years" in 2003
- World Wrestling Federation/Entertainment/WWE
  - ECW Championship (1 lần)
  - World Heavyweight Championship (1 lần)
  - WWF European Championship (1 lần)
  - WWE Hall of Fame (Class of 2018)
  - Slammy Award (3 lần)
    - "Holy $#!+ Move of the Year" (2011) Big Show and Mark Henry implode the ring after Henry superplexed him at Vengeance
    - Feat of Strength of the Year (2013) Pulling two trucks with his bare hands
    - Match of the Year (2014) – Team Cena vs. Team Authority at Survivor Series